# Podbrežje (Zagreb)
Podbrežje je zagrebačko gradsko naselje u južnom dijelu grada, na zapadnom dijelu Novog Zagreba. Pripojeno je Sigetu tako da graniči s  Trnskim na zapadu, Svetom Klarom na jugu i Sloboštinom na istoku. Naselje je novo te je još u izgradnji, međutim planira se izgradnja trgovačkog centra, novih stambenih zgrada, škole i vrtića te niz drugih popratnih sadržaja za kvalitetan život. Udaljeno je od centra grada cca 4,5 km., a povezuje ga direktna autobusna linija 242 koja vozi do Glavnog kolodvora. 